# Kyusaku Ogino
Kyūsaku Ogino (japonès: 荻野 久作, Ogino Kyūsaku) (Toyohashi, 25 de març del 1882 - Niigata, 1 de gener del 1975), va ser un ginecòleg japonès conegut per les seves investigacions sobre el període de fecunditat del cicle menstrual femení i pel mètode anticonceptiu al qual donà nom.
Nomenat cap de la clínica ginecològica de Niigata, a la dècada de 1920 començà a estudiar les variacions que es produeixen en la menstruació (que teòricament se suposava regular) de manera rigorosa, verificant els canvis per dies, i no per setmanes com fins llavors era habitual. El 1923 donà a conèixer el mètode anticonceptiu basat en els períodes de fecunditat del cicle menstrual, gairebé al mateix temps que l'austríac Hermann Knaus, per la qual cosa va rebre el nom de Mètode Ogino-Knaus. Per ser totalment natural, aquest mètode fou l'únic acceptat per l'Església Catòlica.
No obstant, la seva publicació es va veure envolta en polèmica degut al rebuig de gran part de la comunitat mèdica de l'època a la investigació de l'anticoncepció, argumentant raons religioses, morals i polítiques (es limita la capacitat demogràfica d'una nació i, per tant, les bases del seu poder).
En els seus experiments, Ogino utilitzà 557 assajos recollits en nou estadístiques, aconseguint establir relacions en 542 d'ells; la conclusió va ser que l'inici de l'ovulació varia entre el setzè o catorzè dia abans de la següent menstruació, situant-se els dies fèrtils des dels tres dies anteriors a l'ovulació fins als cinc posteriors, amb dos períodes d'esterilitat abans i després d'aquests dies.
El mètode té un alt índex d'error, donat que no preveu les irregularitats del cicle degudes a raons biològiques o psicològiques o el trencament del fol·licle en qualsevol moment del cicle, tot i que posteriorment la termometria basal ajudà a millorar els resultats (detecta l'inici de l'ovulació). Ogino també estudià la durada del poder fecundant dels espermatozous, establint-la entre trenta i quaranta-vuit hores.